# THE タクシー 〜運転手は君だ〜
『THE タクシー 〜運転手は君だ〜』（ザ・タクシー うんてんしゅはきみだ）は、タムソフトが開発しディースリー・パブリッシャーより販売されたタクシーシミュレーションゲーム。
本項では続編である『THE タクシー2 〜運転手はやっぱり君だ!〜』（ザ・タクシー2 うんてんしゅはやっぱりきみだ!）についても記述する。

## 概要
プレイヤーはタクシー会社の新人運転手として、町内をタクシーで自由に走行し、乗客を拾って目的地まで送り届け、運賃を稼いでいく。最終的には売上総額100万円を達成することが目的となる。

## ゲームシステム
営業時間帯は昼（8時 - 13時）と夜（20時 - 翌1時）に分かれており、夜の営業はゲームを進めることで可能になる。1日ごとに売上ノルマが存在し、当日の営業時間内にこれを達成しなければならない。ノルマの額は最初は低いが、日を重ねる毎に上がっていく。
乗降は乗客や目的地の近くで停止すると自動で行われる。乗客によっては複数の目的地を指定される場合や、特定の車両や人物の捜索を依頼される場合もある。
賃走中は料金メーターが加算され、現実のタクシーと同様に一定距離までは固定料金だが、それ以降は一定の割合で運賃が逓増していく。目的地に着いた時点での料金メーターの金額が運賃として支払われる。乗客ごとに制限時間が設定されており、早く到着した場合はボーナスとして運賃が上乗せされるが、時間切れになると乗客は強制的に降りてしまい運賃も支払われない。
乗客を乗せる際、特殊な「ミッション」が発生することがある。これは、乗客を目的地へ送り届けるまでに「一度も停止してはならない」「一定速度を超えてはならない」などの条件が課せられたり、「ハンドルを左に切れない」「カーナビが使えない」などのトラブルが発生するものである。ミッションをクリアして乗客を目的地に送り届けると2倍の運賃が支払われるが、条件に反すると乗客は強制的に降りてしまう。
ゲームを進めるとぼんぼりの付け替えが可能となり、乗車範囲の拡大、制限時間の増加、運賃の増額などの特殊な効果を得ることができる。
同様にゲームを進めるとタクシーにニトロブーストが装備され、フィールドに落ちているニトロ（最大3個まで保持可能）を拾って発動させることで急加速が可能となる。
大河原 源五郎（おおがわら げんごろう）
プレイヤーが勤務するタクシー事務所の所長。全作品共通で登場する。「THE 逃走ハイウェイ 〜名古屋-東京〜」の主人公である大河原 源九郎（おおがわら げんくろう）は弟という設定。

## THE タクシー 〜運転手は君だ〜
2004年4月8日、PlayStation 2用SIMPLE2000シリーズの第48作目として発売された。欧州では『Taxi Rider』のタイトルで発売された。
タクシーの性能アップや営業エリアの解放は、総売上が貯まると自動的に行われる。

### エリア
虹色シティー
最初の営業エリア。中心部にある大きな駅を境に、南北に市街地が分かれている。タクシー会社の本部があり、営業開始時は必ずここからスタートする。
竜神峠
曲がりくねったカーブの多い峠道。民家はなく、ホテルやレストランなどの施設が点在している。トンネルや脇道などを通ってショートカットすることも可能。
遊楽海岸
複雑な構造をした海沿いの歓楽街。娯楽施設が多く並んでいる。
夢見ヶ丘
郵便局や学校など、日常的に利用する施設が立ち並ぶ住宅街。道路は碁盤目に近い構造になっている。

### 移植版
2007年2月22日、PlayStation Portable用SIMPLE2500シリーズポータブルの第9作目として『THE マイ・タクシー』が発売された。
2013年6月12日、ニンテンドー3DS用@SIMPLE DLシリーズの第13作目として『THE タクシー 〜僕はカリスマ運転手〜』が発売された。
これら移植版の追加要素として、目的地に送り届けた乗客からもパーツを譲り受けることがある。特別な効果はないが、カラーリングやバンパー、ナンバープレートなどでタクシーの外装をドレスアップすることが可能。
なお、ニンテンドー3DS版のエリアは「虹色シティー」のみの収録となっている。

## THE タクシー2 〜運転手はやっぱり君だ!〜
2006年10月26日、PlayStation 2用SIMPLE2000シリーズの第109作目として発売された。
前作ではノルマ未達成のまま営業を終えると即座にゲームオーバーとなっていたが、今作は1度目の未達成では厳重注意のみとなり、未達成日から1週間以内に2度目のノルマ未達成でゲームオーバーとなる。ただし、未達成日翌日から1週間連続でノルマを達成した場合はノルマ未達成回数がリセットされる。
序盤は旧式の車体で営業を行うことになるが、ゲームが進むと自動的に新車に乗り換えとなる。
天候変化の要素が追加され、晴れと雨が1日ごとにランダムで変化する。雨の日はノーマルタイヤではハンドリングが低下するが、カーショップ（後述）で購入できるレインタイヤを装着すると操作性が向上する（逆に晴れの日に装着すると操作性が低下する）。
フィールドを空車で走行中、所長から迎車依頼の無線連絡が入ることがある。受諾した場合は制限時間内に乗客が待つ場所へ向かい、そこから乗客を乗せて通常通り目的地まで送り届けることになる。迎車の乗客はボーナス運賃が加算される。
曜日や時間帯などの条件を満たすと「シナリオ客」という特別な乗客が出現する場合がある。一部のシナリオ客は一般客とは異なり、目的地を明確に告げない者もいる。シナリオミッションを達成して目的地に到着するとボーナス運賃が加算され、そのシナリオ客固有のムービーを見ることができる。シナリオミッションを達成せずに目的地に到着しても運賃は支払われるが、ボーナス運賃は加算されずムービーも流れない。
前作では売上金が一定額に達すると自動的にタクシーがチューンアップされていたが、今作ではゲームを進めると開店する「カーショップ」でパーツを購入する必要がある。購入額は総売上から差し引かれる。エンジン、ギア、タイヤといったタクシーの性能を向上させるパーツや、特殊な効果を得られるぼんぼり、夜間の営業に必要なディスチャージヘッドランプ、外装を変化させるドレスアップパーツなどが用意されている。脱着は一部パーツを除いてプレイヤーの任意で可能。
営業エリアも前作では売上金が一定額に達すると解放されていたが、今作では日数経過で解放されるようになった。一部のマップ接続部は高速道路という扱いになっており、ゲームを進めるとカーショップに入荷するETCを購入、装備することで通行可能となる。

### エリア
たけのこ市街
最初の営業エリア。中央部を南北に鉄道が貫いており、それを境として市街地が東西に分かれている。鉄道は地上線のため踏切が存在する。タクシー会社の本部があり、営業開始時は必ずここからスタートする。
ひまわりニュータウン
駅や娯楽施設、住宅街が立ち並ぶニュータウン。唯一、高速道路のインターチェンジが存在しない。
だんご温泉
旅館や観光スポットが点在する温泉街エリア。一部に未舗装路があり、カーショップで購入できるオフロードタイヤを装備すると操作性が向上する（逆に舗装路での操作性は低下する）。
うみねこ埠頭
湾岸部の工業地帯。ガソリンスタンドや洗車場が立地する。鉄道が通っており踏切が存在するが、駅はない。